# アルトゥーラス・グダイティス
アルトゥーラス・グダイティス（Artūras Gudaitis、1993年6月19日 - ）は、リトアニアの男子プロバスケットボール選手である。ポジションはセンター。B.LEAGUEのアルバルク東京所属。元リトアニア代表。

## 来歴
2013年8月6日、BCジャルギリスとプロ契約を結び、そのシーズンにユーロリーグ初出場。
2015年6月25日、NBAドラフトにてフィラデルフィア・セブンティシクサーズに2巡目全体47位で指名される。
母国リトアニアの他、ロシア、イタリア、ギリシャでもプレー。
2023年、グダイティスも参加したリトアニア代表のヘッドコーチだったダイニュス・アドマイティスが指揮を執るB.LEAGUEのアルバルク東京に加入。2024年7月30日、アルバルク東京との契約を継続。2025年2月21日、アルバルク東京がアルトゥーラス・グダイティスとの選手契約を双方合意の上で解除したと発表した。

### リトアニア代表
2017年ユーロバスケットにリトアニア代表として出場し、平均4.8得点2.5リバウンド0.2アシストを記録。